# Ripuarien

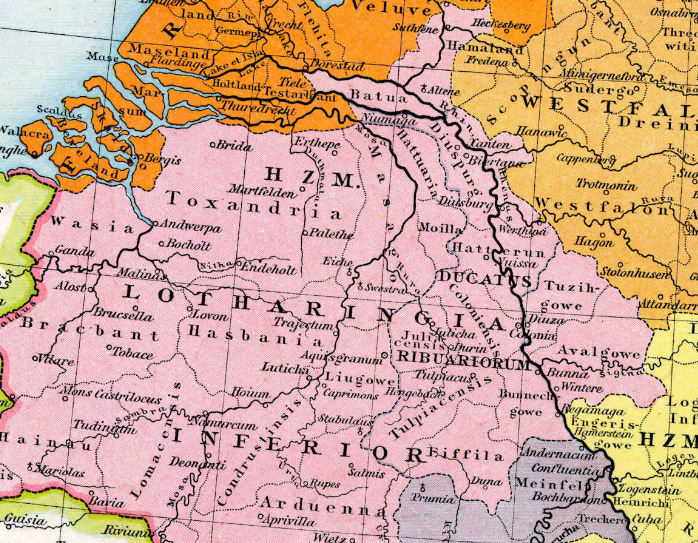
Ducatus Ribuariorum als Teil des Herzogtums Niederlothringen

Ripuarien (auch Ribuarien) war ein merowingisch-karolingisches Territorium im Frühmittelalter. Das Gebiet, das in historischen Quellen als Land (terra), Provinz (provincia), Herzogtum (ducatus), (Groß)Gau (pagus) und Grafschaft (comitatus) erscheint, reichte im Süden bis zur Mosel und zu den Ardennen, im Westen bis an die Maas und den Kohlenwald, im Norden bis an die Waal, ostwärts grenzte es an das Stammesherzogtum Sachsen.

## Geschichte

### Ripuarien als Reich der Rheinfranken

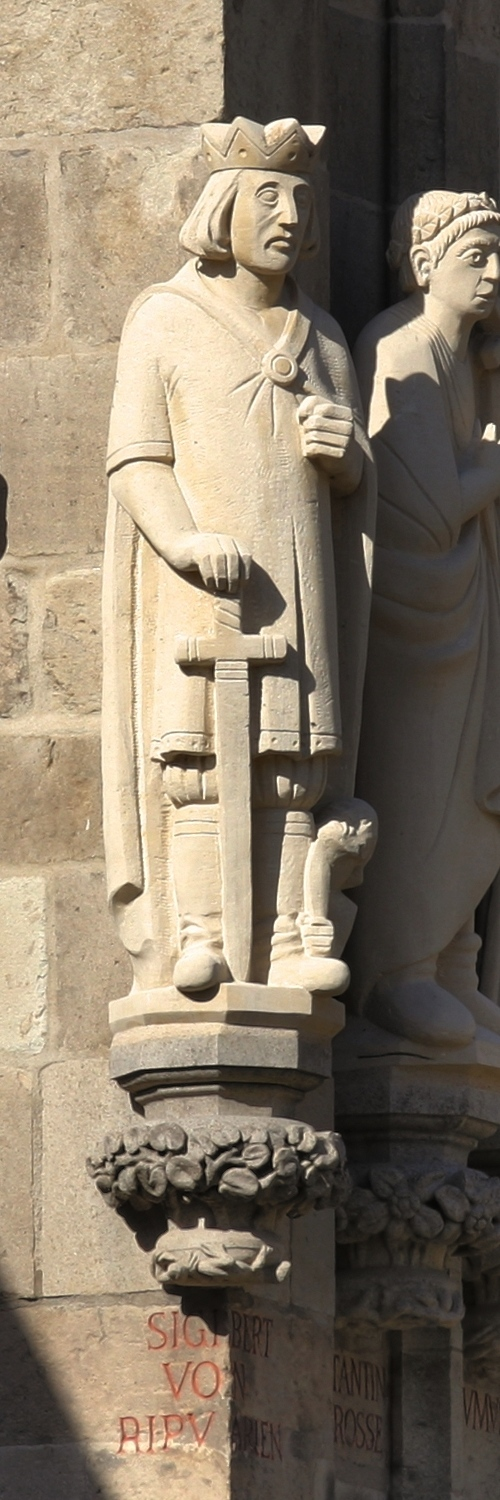
Statue des Sigibert von Ripuarien am Kölner Rathausturm

Ripuarien, die francia rinensis, war das Siedlungsgebiet eines Teils der Rheinfranken, die als ripuarische Franken oder Ripuarier (Uferbewohner) bezeichnet wurden und einen eigenen Stamm bildeten. Das Kerngebiet war die Umgebung von Köln, die civitas Agrippinensium. Das Zentrum war Köln, seit 459/461 endgültig im fränkischen Besitz. Das Kölner Prätorium, der Sitz des ehemaligen Statthalters, war die Residenz des ripuarischen Königs.
Nach Gregor von Tours war Ende des 5. Jahrhunderts Sigibert König der Rheinfranken. Der erste König, Sigiberts Vater, war ein Offizier in Diensten der Römer, ein Foederat, der nach dem Rückzug der Römer eine eigene Herrschaft errichtete. Der salfränkische König Chlodwig I. aus dem Geschlecht der Merowinger soll 508/509 Sigiberts Sohn Chloderich angestiftet haben, seinen Vater, der 496 in der Schlacht von Zülpich an Chlodwigs Seite gekämpft hatte, umzubringen. Anschließend ließ er Chloderich ermorden. Nachdem Chlodwig sich in Köln von den rheinfränkischen Großen zum König hatte ausrufen lassen, wurde das rheinfränkische Reich dem Merowingerreich eingegliedert.

### Fränkisches Herzogtum Ripuarien
Nach Chlodwigs Tod 511 erbte sein Sohn Theuderich I. den östlichen Teil des Reiches, Austrasien oder Austrien genannt, dessen Kern Ripuarien war. Theuderich I. residierte in Reims. Köln blieb eine königliche Residenz und hatte als Bischofssitz eine besondere Position.
Ein Herzogtum Ripuarien wird erstmals in der Lex Ripuaria, einem im 7. Jahrhundert teilweise aus älteren Gesetzestexten zusammengestellten, in lateinischer Sprache verfassten Gesetzbuch, das überwiegend in der Zeit König Dagoberts bearbeitet wurde, namentlich erwähnt. Ripuarien wird darin als Provinz (provincia), Gau (pagus), aber eben auch als Herzogtum (ducatus) bezeichnet. Ripuarien war demnach in Gaugrafschaften gegliedert, denen im Auftrag des Königs Gaugrafen mit militärischer und richterlicher Gewalt vorstanden. Innerhalb der Gaue, die in Hundertschaften (centenae) unterteilt waren, bestanden königliche Sonderbezirke als Krongut, königliche Wälder und Villikationsverbände, fisci genannt, die von domestici verwaltet wurden. Als Richter werden in der Lex Ripuaria Herzog (dux), Patrizier (patricio), Graf (comites, grafiones) und Centurio (centenarius/centurius) genannt. In der Reihe der Ämter (optimatis, maior domus, domesticus, comes, grafio, cancellarius) fehlt der Herzog jedoch. Die Lex Ripuaria war eine Kodifikation des angestammten Rechts der Ripuarier, die sich dadurch den Fortbestand eines eigenen, rheinfränkischen Rechts sicherten. Nach Ewig wurde mit der Lex Ripuaria die Eingliederung der Ripuarier in die merowingische Reichskultur vollzogen. Unter den Karolingern wurde die Lex Ripuaria fortgeschrieben. 803 wurde mit dem Incipit nova legis constitutio Karoli imperatoris, qua in lege Ribuaria mittenda est vom Aachener Reichstag unter Beteiligung von Karl dem Großen ein umfangreiches Kapitel (Kapitular) hinzugefügt.
In Urkunden der späten merowingischen und der karolingischen Zeit erscheint Ripuarien als Land (terra), Gau (pagus) und Herzogtum (ducatus). In erzählenden Werken, wie der um 726/727 abgefassten Liber Historiae Francorum und der Vita der heiligen Gertrud (um 760), wird Ripuarien terra ribuariensis genannt, in einer Schenkungsurkunde König Pippins von 762 dagegen pagus riboariensis. Dann folgen Erwähnungen Ripuariens als Herzogtum. So etwa 819 im Zuge einer im Ruhrgau gelegenen Schenkung an die Abtei Werden (in pago ruricgoa in ducato ripuariorum). Ebenso in einer Schenkungsurkunde Ludwigs des Frommen, dem Sohn Karls des Großen, aus dem Jahre 836, in der als Lage des Ortes Wissersheim das Herzogtum Ripuarien angegeben wird (quas in ducato ribuariensae. id est in uilla quae dicitur uuistrikisheim). Darüber hinaus erscheint das Herzogtum Ripuarien (ducatus ribuariorum) in den Annalen von St. Bertin, die von einer 839 von Ludwig dem Frommen vorgenommenen Reichsteilung berichten.
Während das Herzogtum Ripuarien also durch eine Reihe von schriftlichen Quellen belegt ist, sind die Herzöge dieses Herzogtums namentlich nicht bekannt. Allerdings war 782 ein Theodericus comes (782–93) Führer eines ripuarischen Aufgebots in den Sachsenkriegen Karls des Großen. Nach Hlawitschka war er verwandt mit Bertrada der Jüngeren, der Mutter Karls des Großen. Theoderich erscheint in den Quellen zwar nur als comes, dürfte aber laut Ewig „ein Großgraf in der Stellung eines dux“ gewesen sein, so dass er gegen Ende des 9. Jahrhunderts vom Poeta Saxo sowohl comes als auch dux genannt wird. Außerdem berichtet die ältere Literatur von einem Hermann I., der ab 944 als militärischer Graf, „bald Dux bald Comes genannt“, erscheint.
Nach dem Tod Ludwigs des Frommen kam es unter seinen Söhnen 843 im Vertrag von Verdun zu einer Reichsteilung. Kaiser Lothar I. erhielt das Mittelreich, das Lotharii Regnum, zu dem auch die linksrheinischen Comitate Ripuariens gehörten. Ewig vermutet, dass zu diesem Zeitpunkt das Herzogtum Ripuarien aufgelöst wurde, weil die Teilreichsgrenzen das Herzogtum in zwei Hälften zerschnitten. Auch Nonn geht von der Auflösung des Dukates Ripuarien zu dieser Zeit aus.

### Land und Großgau Ripuarien nach Auflösung des fränkischen Herzogtums
In der 855 folgenden, durch den inzwischen schwerkranken Lothar I. unter seinen Söhnen vorgenommenen Reichsteilung von Prüm erhielt Lothar II. den nach ihm benannten Reichsteil Lotharingien. Ripuarien wurde nun nicht mehr als Herzogtum (ducatus), sondern als Gau (pagus ripuariensis) bezeichnet, wie z. B. in einer Urkunde vom 17. Januar 866, in der die Kirche in Bachem in pago Riboariense lokalisiert wurde. Nach Lothars Tode erfolgte 870 im Vertrag von Meerssen die Teilung Lotharingiens. Bei der Teilung fielen u. a. die Diözese Köln mit Ripuarien, das fünf linksrheinische Gaugrafschaften hatte (in ribuarias comitatus quinque), laut Nonn die Comitate Jülichgau, Zülpichgau, Eifelgau, Bonngau mit Ahrgau und Kölngau, und Hattuarien sowie der Reichsgutbezirk Aachen an das Ostfrankenreich Ludwigs des Deutschen. Im Teilungsvertrag von Meerssen werden außer den Comitaten zwei Sonderbezirke aufgezählt, von denen der eine als districtum aquense bezeichnet wird. Nach Nonn handelte es sich bei dem Distrikt um einen aus der Grafschaft herausgenommenen abgegrenzten Sonderbezirk, der die Aachener Marktimmunität mit Einschluss der Siedlung und der darin wohnenden freien Leute und den Zollbezirk umfasste. Er stand unter einem königlichen Amtsträger, einem comes, der in seinem Distrikt sicher die gleichen Hoheitsrechte hatte, wie die Grafen in ihren Grafschaften. 928 wandelte der ostfränkischen König Heinrich I. Lotharingien zum Herzogtum Lothringen um. Das Herzogtum Lothringen wurde den übrigen Herzogtümern des ostfränkischen Reiches gleichgestellt und bildete mit ihnen zusammen das ostfränkische Reich. Unter König Otto I. wurde dessen Bruder, der Kölner Erzbischof Brun, 953 Herzog von Lothringen. Dieser teilte das Herzogtum 959 in zwei Amtsbezirke, das südliche Ober- und nördliche Niederlothringen inklusive Ripuarien.
Ab Ende des 10. Jahrhunderts waren die Grafenrechte über die Gaue Ripuariens oft mit dem lothringischen Pfalzgrafenamt verbunden. Prominente Vertreter dieser mächtigen Pfalzgrafen waren die Ezzonen Hermann I. und Ezzo. Hermann I. seit 985 Pfalzgraf, war in Ripuarien Graf im Bonngau, Eifelgau, Ruhrgau, Zülpichgau und Auelgau. Er hatte die Aufsicht über die Waldgrafschaft (comitatus nemoris), zu der alle großen königlichen Wälder gehörten, und war verantwortlich für den Schutz der großen Verkehrsstraßen, von denen mehrere durch Ripuarien verliefen. Hermanns Sohn Ezzo (Erenfried), ab 1020 Pfalzgraf, war Graf im Auelgau und im Bonngau, doch hatte er auch Grafschaften außerhalb Ripuariens. Die letzten Pfalzgrafen aus dem Hause der Ezzonen, Hermanns Enkel Heinrich II. und sein Sohn Hermann II. wandten sich ihrem Familienbesitz im Moselraum um die Burg Cochem zu, wenn auch Hermann Graf im Auelgau, im Zülpichgau und Ruhrgau/Duisburger Gau war. Hermanns Witwe heiratete 1085 Heinrich II. von Laach, dem König Heinrich IV. das Pfalzgrafenamt übertrug. Heinrich von Laach und seine Nachfolger nannten sich „Pfalzgraf bei Rhein“ und dokumentierten damit die Verschiebung der Pfalzgrafschaft vom Niederrhein nach Süden. Siehe auch Liste der Pfalzgrafen bei Rhein.
Nach der Auflösung des Herzogtums 843 blieben die Gaue Ripuariens also als Grafschaften bestehen, in denen Grafen, wie z. B. vielfach die Pfalzgrafen, im Auftrag des Königs amtierten, doch war Ripuarien nun kein zusammenhängender Herrschafts- oder Amtsbereich mehr. Das spiegelt sich auch in den schriftlichen Quellen jener Zeit wider. In Urkunden des 9. Jahrhunderts und in den erzählenden Quellen wird der pagus ripuariensis zwar noch einige Male genannt. Allerdings werden Orte nun vermehrt durch alleinige Angabe der Gaugrafschaft (ohne Angabe des Großgaus Ripuarien) lokalisiert. Zum Beispiel in einer Urkunde vom 20. Dezember 866, in der Lothar II. die Zugehörigkeit Bachems zum Kölngau (in pago coloniensi in uilla bacheim) festhält. Auch im 10. Jahrhundert setzte sich dieser Trend fort, wie zum Beispiel in einer Urkunde von 941, in der Bocklemünd im Kölngau verortet wird (in pago coloniensi in loco qui dicitur bugchelmunti). Ripuariens dagegen erfährt nun nur noch wenige Nennungen als pagus oder terra. So erscheint in einigen Urkunden die Formel in pago ripuariensis, die von den Kanzlisten aus alten Vorlagen übernommen wurde. Wenn die Bezeichnung ohne weiteren Zusatz steht, ist es schwierig zu entscheiden, ob das Land Ripuarien als landschaftliche Einheit oder als Verwaltungsbezirk gemeint ist. Beispielsweise wird in der zu Anfang des 10. Jahrhunderts entstandenen Weltchronik des Regino von Prüm berichtet, dass die Normannen 892 in den Ribuariergau (Ribuariorum pagum) eingefallen seien und ihn verwüstet hätten. In diesem Falle wird es sich um das Land Ripuarien handeln.
Nach dem 10. Jahrhundert verschwindet der Name Ripuarien aus den urkundlichen Quellen, doch in der mündlichen Tradition blieb der Name erhalten.

### Staufische Neuschöpfung des Herzogtums
Mitte des 12. Jahrhunderts erfuhr das Herzogtum Ripuarien eine Wiederbelebung, als 1151 dem Kölner Erzbischof Arnold von Wied von König Konrad III. herzogliche Rechte (ducatus regalibus) übertragen wurden, die auch für seine Nachfolger galten. Diese rheinisch-ripuarische Herzogswürde, eine staufische Neuschöpfung, entsprach den Grenzen des Bistums, wie aus einer Urkunde Erzbischofs Philipp von Heinsberg hervorgeht, der 1188 dem Kloster Kamp eine Rheininsel zwischen Rees und Wissel an den Grenzen des Bistums und Herzogtums schenkte. Zu diesen neuen Herzogsrechten, deren Aufgabe die Sicherung des Landfriedens war, gehörten das Befestigungsrecht und das Geleitrecht. Die neue Herzogswürde nutzten die Erzbischöfe im 12. und im 13. Jahrhundert zur weiteren Ausweitung ihrer Landeshoheit. Durch Erwerbungen großer Landkomplexe wie die Grafschaft Hochstaden, Errichtung oder Erwerbung  von Burgen, Stadtgründungen und Stadtbefestigungen sollte ein zusammenhängendes Territorium geschaffen und der Ausbau zu einem Herzogtum vorangebracht werden. Den Niedergang der herzoglichen Gewalt brachte der Limburger Erbfolgestreit. Die Stadt Köln und die Grafen und Herzöge der angrenzenden Territorien verbündeten sich gegen Erzbischof Siegfried von Westerburg, der 1288 in der Schlacht von Worringen eine schwere Niederlage erlitt. Seinen Nachfolgern gelang es zwar, das zerstückelte Gebiet des Erzstiftes durch Erwerbungen am Niederrhein und in Westfalen an einigen Stellen zu arrondieren, doch nicht, die Herzogsgewalt auf ihr Territorium zu übertragen, ein „Kölner Herzogtum“ zu schaffen und eine Verbindung zu dem den Kölner Erzbischöfen 1180 übertragenen Herzogtum Westfalen herzustellen.

## Struktur

### Gaue / Grafschaften Ripuariens
Das Land Ripuarien war in 8 Grafschaften unterschiedlicher Größe eingeteilt, die auch Gaue genannt werden. Die Bezeichnungen Gau (pagus) für einen Grafschaftsbezirk und Grafschaft (comitatus) wurden häufig synonym verwendet. Gaue und Grafschaften waren jedoch keine festen Bezirke. Sie konnten sich durch verstärkten Landesausbau und durch zunehmende Besiedlung vergrößern, auch konnten innerhalb einer Grafschaft neue Untergaue entstehen. Sie wurden als Gaue bezeichnet, waren jedoch keine politischen Bezirke. Auch die Zusammenlegung mehrerer Gaue und Grafschaften oder Namenswechsel waren möglich.
Die 870 im Vertrag von Meerssen genannten 5 Grafschaften hat Ewig identifiziert, ebenfalls drei weitere im rechtsrheinischen Teil Ripuariens. Linksrheinisch waren es Kölngau, Bonngau, Jülichgau, Zülpichgau, Eifelgau, rechtsrheinisch lagen Ruhrgau, Deutzgau und Auelgau.

#### Kölngau, inklusive Nievenheimer Gau, Kützgau, Gillgau
Der Kölngau, der erst 864 genannt wird, ist schon früher belegt durch einen Grafen (comes) Emundus, der 825 als Sendbote (missus) Ludwigs des Frommen erscheint und 844 eine Schenkung an das Kloster St. Martin in Köln bestätigte.
Im Kölngau entstanden drei Verwaltungseinheiten, der Nievenheimer Gau, der Kützgau und der Gillgau. Der Nievenheimergau ist 796 bezeugt, als Priester Ludger der Abtei Werden Grundstücke an der Erft im Nievenheimergau schenkte (in pago niuanheim in ripa fluuii arnapea). In einer Schenkung König Swentibolds an das Stift Essen 898 wird die Lage der Orte im Kützgau und im Kölngau angegeben (in pago cuzzihgeuue et in coloniensi), für Andermahr ein Beleg für einen Untergau des Kölngaus. Der Gillgau ist 962 als Grafschaft belegt, als der Kölner Erzbischof Brun dem Kölner Cäcilienstift einen Fronhof zu Stommeln mit Kirche und weiterem Zubehör schenkte (in pago Gelegoui in comitatu Gotfridi comitis in uilla uel marcka Stumbele). Der Name Gillgau, in dem große Gebiete des Kölngaus aufgegangen waren, übertrug sich auf den Kölngau, nachdem im Laufe des 10. Jahrhunderts die Grafenrechte in der Stadt Köln auf den Erzbischof übergegangen waren und die Grafen die Stadt Köln verlassen hatten.

#### Bonngau / Ahrgau
Der Bonngau wird, wie die übrigen Grafschaften, sowohl als Gau als auch als Grafschaft bezeichnet wie 722/23 eine Ortsangabe im Bonngau (in pago bonnensi) in der Grafschaft (in pago ribuariense in comitatu bonnense) belegen. Der Bonngau und der 769 genannte Ahrgau (Arachgouue) waren ursprünglich zwei nebeneinander bestehende Gaue, die schon dem 9. Jahrhundert von einem Grafen gemeinsam verwaltet wurden. Zwischen Bonngau und Ahrgau lagen zwei kleinräumige Gaue, der Odangau und der Swistgau. Sie waren keine eigenen politischen Bezirke und wurden vom Grafen des Bonngaus mitverwaltet. Es ist nicht zu entscheiden, wohin der nur 830 und 840 belegte Odangau gehörte, da er sowohl auf den Bonngau als auch auf den Ahrgau übergriff. Der Swistgau wird 771 in Lorscher Urkunden und 853 in der Schenkung eines Hofes in Meckenheim an das Bonner Cassiusstift (in pago tustense in villa aut marca mechedenheim) genannt.

#### Jülichgau
Der Jülichgau ist durch eine Schenkung des Kaisers Lothar I. an die Kapelle in Güsten 846 als Grafschaft (in pago ribuariensi in comitatu juliacensi capellam nostri que est dicata in honore beate justine) belegt. Der Wechsel der Bezeichnungen in den Urkunden, 846 in comitatu juliacensi, 867 in comitatu juliacense, 871 in pago juliacense belegt die synonyme Verwendung von pagus und comitatus.

#### Zülpichgau
Der Zülpichgau ist schon 699 in einer Echternacher Schenkung (in pago tulpiacensi) belegt. Urkunden Lothars II. von 856 (hoc est in comitatu tulpiacensi) und 867 (in pago tulpiacensi) zeigen auch hier die synonyme Verwendung von Grafschaft und Gau.

#### Eifelgau
Der Eifelgau ist 762 als Gau (in pago), 855 als Grafschaft (in pago efflinsi in comitatu matfridis) bezeugt. Seit 943 wurde der Eifelgau vom Grafen des Zülpichgaus mitverwaltet (in pago heflinse in comitatu scilicet tulpiacensi).

#### Ruhrgau / pagus Diuspurch / Duisburg-Kaiserswerther Grafschaft
Der Ruhrgau gehörte ursprünglich zu dem Ripuarien benachbarten Hattuarien, das nach dem Sachseneinfall 715 und der Rückeroberung 718 in einen sächsischen und einen fränkischen Teil zerfiel. Die Untergliederung des fränkischen Hattuariens wurde spätestens zur Zeit Karls des Großen geändert und der Ruhrgau, 811 bei einer Schenkung von Ackerland an das Kloster Werden in pago Ruracgauue belegt, und der Bezirk Duisburg wurden zu Ripuarien geschlagen. Der Ruhrgau, eine Grafschaft, die sich von der Ruhr bis zur Wupper erstreckte, und der Bezirk Duisburg wurden nach Nonn zu einer Einheit, die 904 als Grafschaft bezeichnet wurde, als König Ludwig das Kind Güter für eine Kanonikerpräbende verschenkte, die in zwei Grafschaften lagen (in comitatibus Ottonis et Eburhartis in pagis Diuspurch et Keldahgouue). Die Grafschaft umfasste den gesamten Raum inklusive des Ruhrgaus. Der Namenswechsel von Ruhrgau zum pagus Diuspurch findet nach Nonn eine Erklärung in der gewachsenen Bedeutung der Reichsstadt Duisburgs seit dem 10. Jahrhundert, die nach dem Normanneneinfall 883/884 wieder einen wirtschaftlichen Aufschwung nahm.
Die neuere Forschung hat diesem zwischen Rhein, Ruhr und Wupper gelegenen Amtsbezirk den Namen „Duisburg-Kaiserswerther Grafschaft“ gegeben.

#### Deutzgau
Für den Deutzgau gibt es eine schriftliche Überlieferungslücke. Er wird erstmals 1015 urkundlich genannt (in pago tucinchoue et in comitatu Ottonis).

#### Auelgau
Der Auelgau wird 842 bei einer Schenkung an das Bonner Cassiusstift (in pago auelgawe) als Gau, 948 als Grafschaft genannt (in villa qui est dicitue pleisa in pago auelgauense in comitatu herimanni comitis).
Es ist noch nicht geklärt, wie innerhalb der Gaue kleinräumige Bezirke entstanden sind, die als Gaue bezeichnet wurden, sich jedoch nicht zu Grafschaftsbezirken entwickelten. Nonn und Ewig gehen davon aus, dass sie aus Hundertschaften entstanden. Auch Andermahr hält die Entstehung des in den Jahren von 796 bis 817 genannten Nievenheimer Gaus, der nur ein kleines Gebiet umfasste, aus einer Hundertschaft (centena) des Kölngaus und des späteren großen Gillgaus war, für wahrscheinlich. Er hält auch eine Entstehung neuer Gaue aus Sonderbezirken königlicher Villikationen für möglich, wie er am Beispiel des Kölngaus aufzeigt. Danach ist der Gillgau aus ehemaligen Krongutbezirken entstanden.

### Großgrafschaft bzw. Großgau Ripuarien
Binterim beschreibt in der Geschichte des Erzbistums Köln u. a. die Dekanate im rheinischen Teil des Erzbistums, die weitgehend mit den Gauen bzw. Grafschaften Ripuariens übereinstimmten. Vom Herzogtum unterscheidet er die Grafschaft Ripuarien (Comitatus Ripuariensis), die auch Ripuariergau (Pagus Ripuariensis) genannt wurde. Zu dieser Großgrafschaft werden von ihm der Ahrgau, der Kölngau, der Nievenheimer Gau (Neusser Gau), der Jülichgau, der Zülpichgau und der Eifelgau gezählt. Mehrere Grafenämter wurden durch einen Grafen ausgeübt. Seine Unterscheidung gilt nur für die Zeit nach der Auflösung des Herzogtums 843 bis zum Vertrag von Meerssen 870. Danach gehörten auch die rechtsrheinischen Grafschaften Ripuariens zur Großgrafschaft.